# Transporter-Erector-Launcher

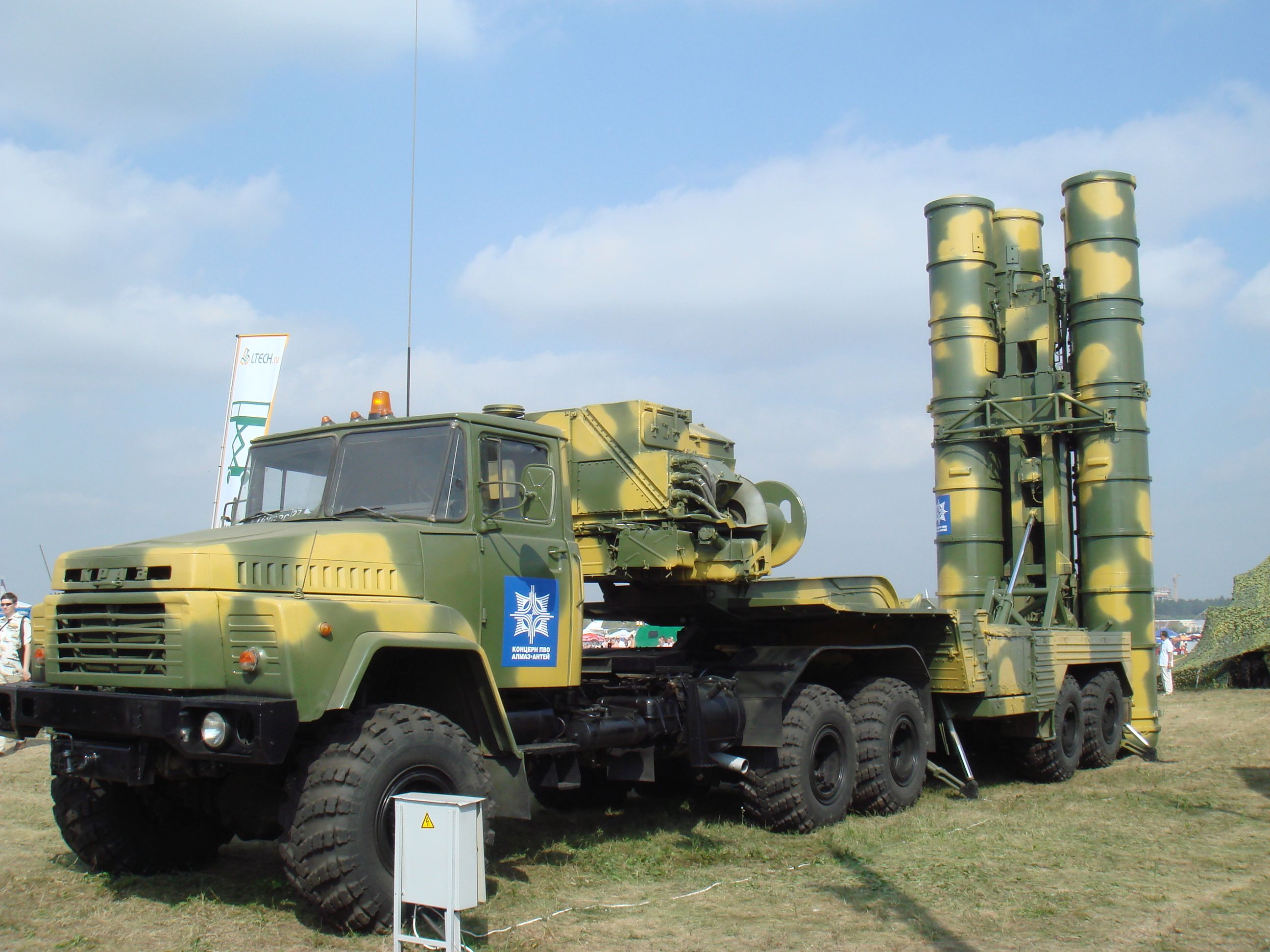
Wyrzutnia rosyjskiego systemu S-300PMU2 na naczepie samochodowej

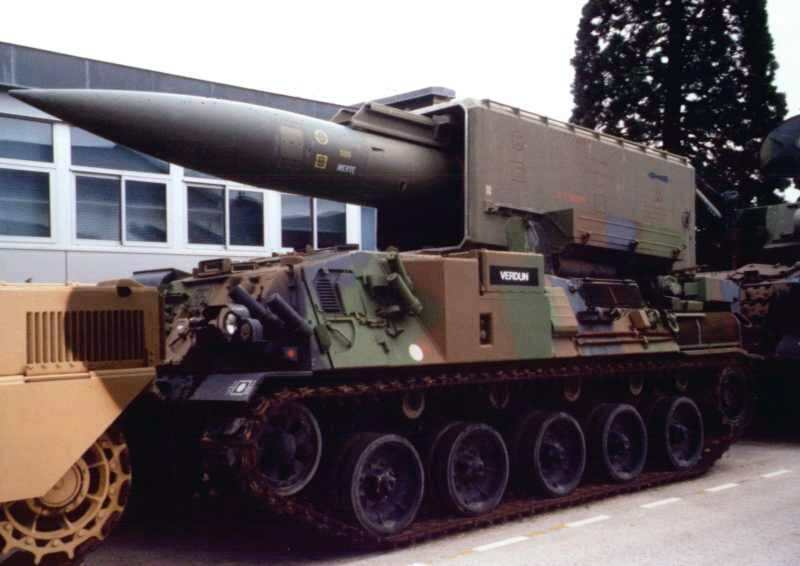
Pluton (pocisk balistyczny), francuska wyrzutnia pocisków balistycznych z głowicą jądrową na podwoziu gąsienicowym

Transporter-Erector-Launcher (TEL) – rodzaj mobilnej wyrzutni służącej do transportu, ustawienia w pozycji startowej i odpalenia pocisku rakietowego. Nazwa TEL pojawiła się jako określenie radzieckich wyrzutni pocisków balistycznych rodziny Scud, które transportowały rakiety na miejsce startu, podnosiły je z położenia transportowego i ustawiały na stole startowym w pozycji pionowej, a następnie odpalały. Potem mogły zostać ponownie załadowane i powtórzyć procedurę odpalenia pocisku. Z czasem nazwy TEL zaczęto używać także w odniesieniu do innych mobilnych wyrzutni rakietowych, zarówno tych klasy ziemia-ziemia jak i ziemia-powietrze.

Wyrzutnia TEL składa się z nośnika, na którym umieszczony jest jeden lub kilka pocisków (na prowadnicach lub w  pojemnikach transportowo-startowych). W czasie transportu pociski ułożone są poziomo, a przed odpaleniem unoszone są do właściwej pozycji startowej - skierowane w stronę celu w przypadku systemów prowadnicowych lub ustawione pionowo. TEL integruje całe wyposażenie niezbędne do przeprowadzenia odpalenia pocisku, ale do skutecznego działania musi współpracować ze stanowiskiem dowodzenia, które wyznacza i przekazuje do wyrzutni koordynaty strzelania.
Transporter-Erector-Launcher-And-Radar (TELAR) - rodzaj wyrzutni TEL z zamontowanym na tym samym nośniku radarem. Ma to na celu zwiększenie autonomiczności działania wyrzutni i odporności na zniszczenie całego zestawu rakietowego (umożliwia działanie w ograniczonym zakresie bez współpracy ze stanowiskiem dowodzenia), np. Buk.
Transporter-Launcher-And-Radar (TLAR) - rodzaj wyrzutni TELAR w której pociski są już transportowane w pozycji startowej, więc nie ma potrzeby ich podnoszenia, np. Tor.
Mobile-Erector-Launcher (MEL) - niekiedy stosowany jest podział na TEL, czyli autonomiczne wyrzutnie na nośnikach samobieżnych i MEL, czyli wyrzutnie na naczepach/przyczepach, wymagające dodatkowych pojazdów i wyposażenia do przeprowadzenia pełnego cyklu odpalenia pocisku.